# Themone
Themone is een geslacht van vlinders uit de familie van de prachtvlinders (Riodinidae), onderfamilie Riodininae.
Themone werd in 1851 voor het eerst wetenschappelijk beschreven door Westwood.

## Soorten
Themone omvat de volgende soorten:
- T. carveri (Weeks, 1906)
- T. inornata Rebillard, 1958
- T. pais (Hübner, 1820)
- T. poecila H. Bates, 1868
- T. pulcherrima (Herrich-Schäffer, 1853)
- T. sublimata Stichel, 1924
- T. trivittata Lathy, 1904